# Orléans-Braganza

Stemma di Casa Orléans-Braganza

Il Casato d'Orléans-Braganza (Casa de Orleães-Bragança) è la famiglia che governò l'Impero del Brasile dal 1822 al 1889.

## Storia

### Origine

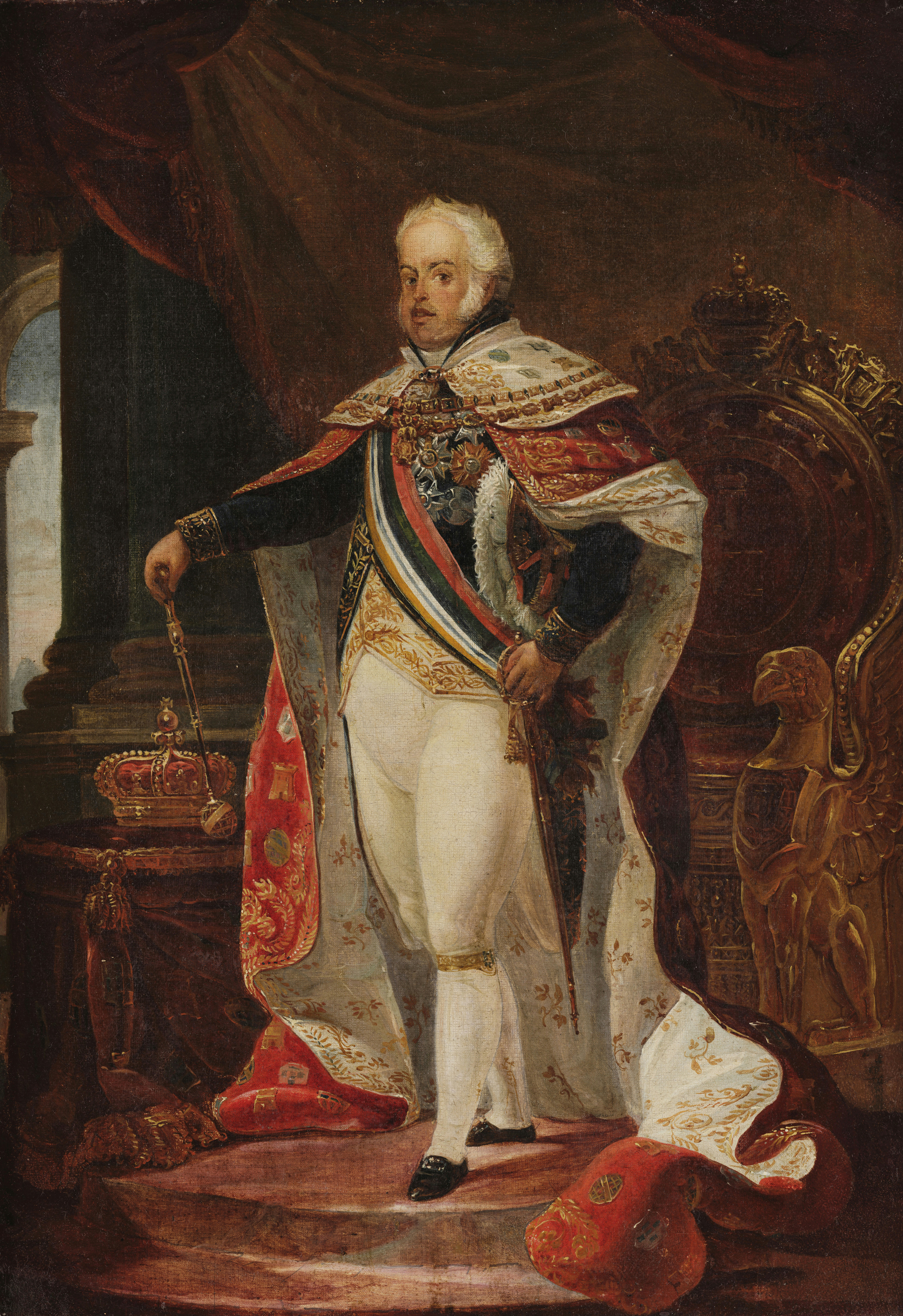
Giovanni VI del Portogallo abbigliato per la sua acclamazione a re, dipinto di Jean-Baptiste Debret.

Nel 1821, il re di Portogallo Giovanni VI, che era succeduto alla madre Maria I nel 1816, tornò in Portogallo, mantenendo ancora il Brasile nello stato di colonia portoghese, nonostante la ribellione in atto.

### Pietro I e II del Brasile

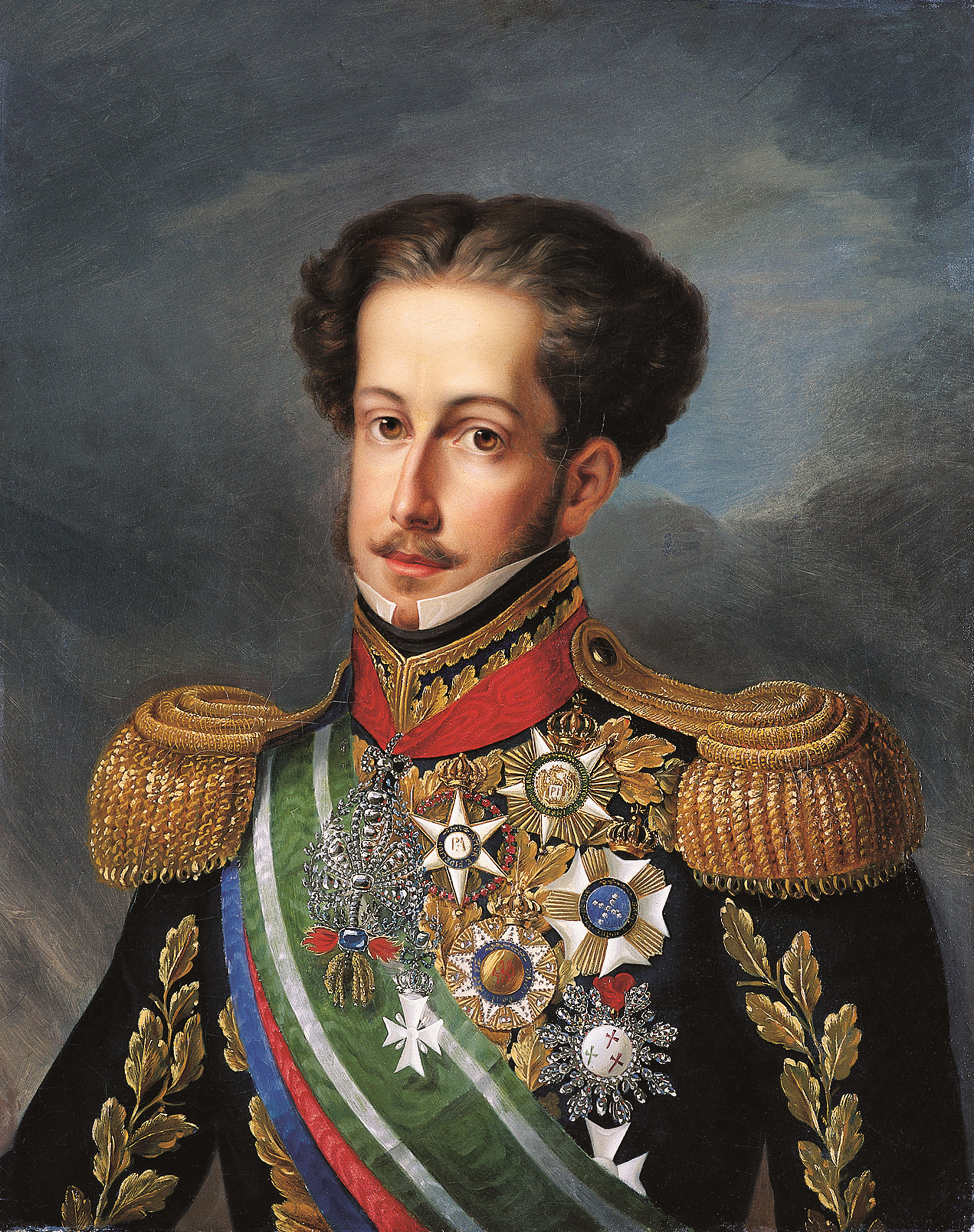
Ritratto ufficiale di Pietro I del Brasile.

Il suo primogenito Pietro, reggente in Brasile, parteggiò per i ribelli, che lo proclamarono imperatore come Pietro I del Brasile.
Egli governò fino al 1831, quando abdicò in favore di suo figlio Pietro II del Brasile e ritornò in Portogallo per aiutare la figlia, la regina Maria II, mandata in esilio dallo zio usurpatore Michele del Portogallo.

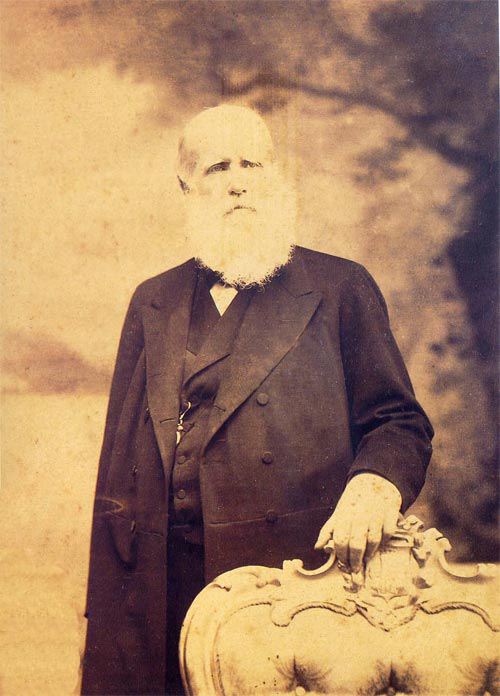
L'imperatore Pietro II

Pietro II, figlio di Pietro I e di Maria Leopoldina d'Austria, salì al trono a sei anni e rimase sotto reggenza sino al 1840. Durante tale periodo, a causa delle politiche attuate dai diversi reggenti, il Brasile fu sconvolto da continue insurrezioni liberali e popolari tanto che le province dell'impero si dotarono di assemblee locali.
Regnò fino al 1889, quando la monarchia fu rovesciata.

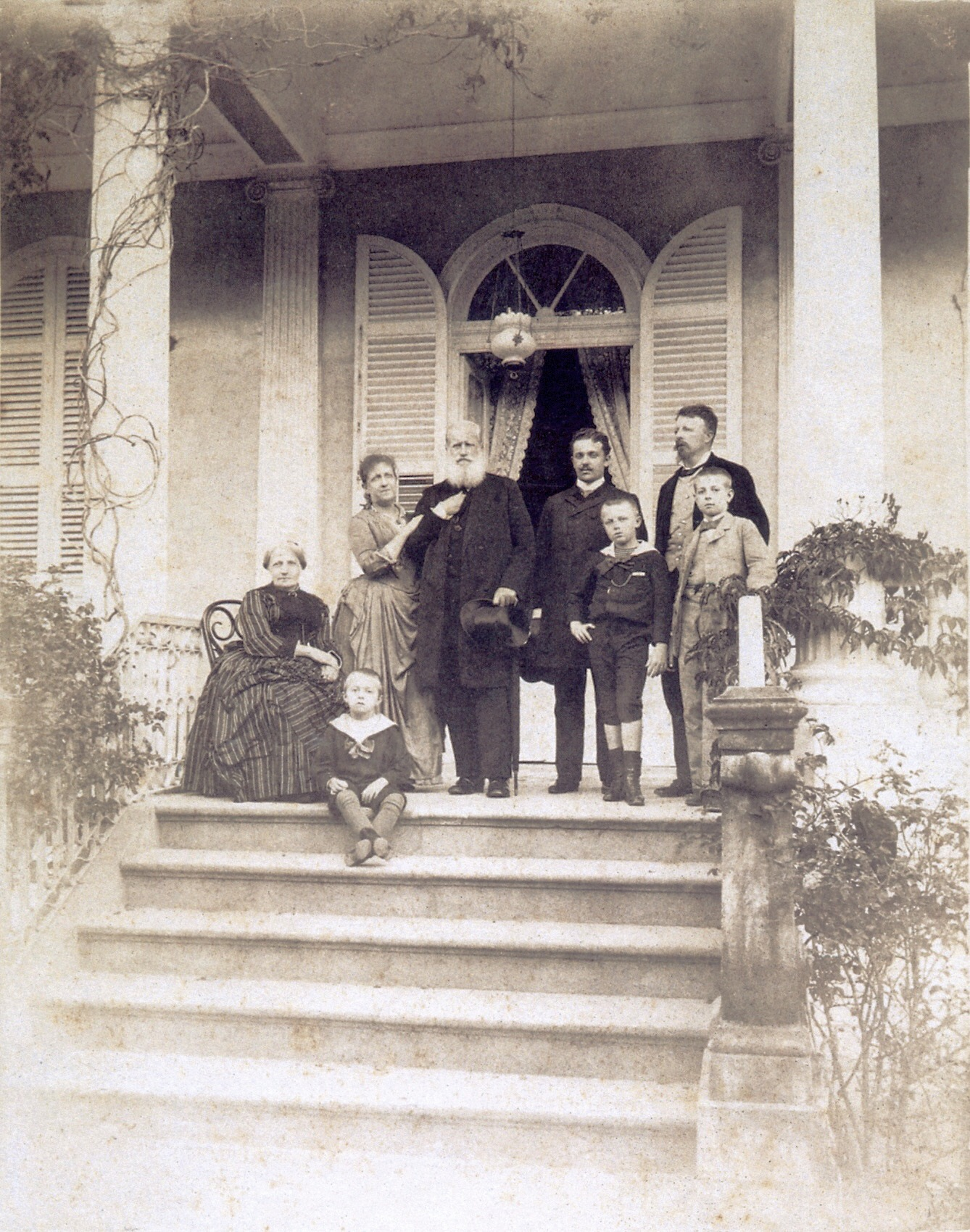
La famiglia imperiale di Pietro II al completo.

Pietro II aveva sposato nel 1842 Teresa Cristina, figlia del re Francesco I delle Due Sicilie. Dal matrimonio nacquero quattro figli, di cui raggiunsero l'età adulta solo le due figlie:
- Isabella (1846-1921);
- Leopoldina (1847-1871).

### Isabella del Brasile

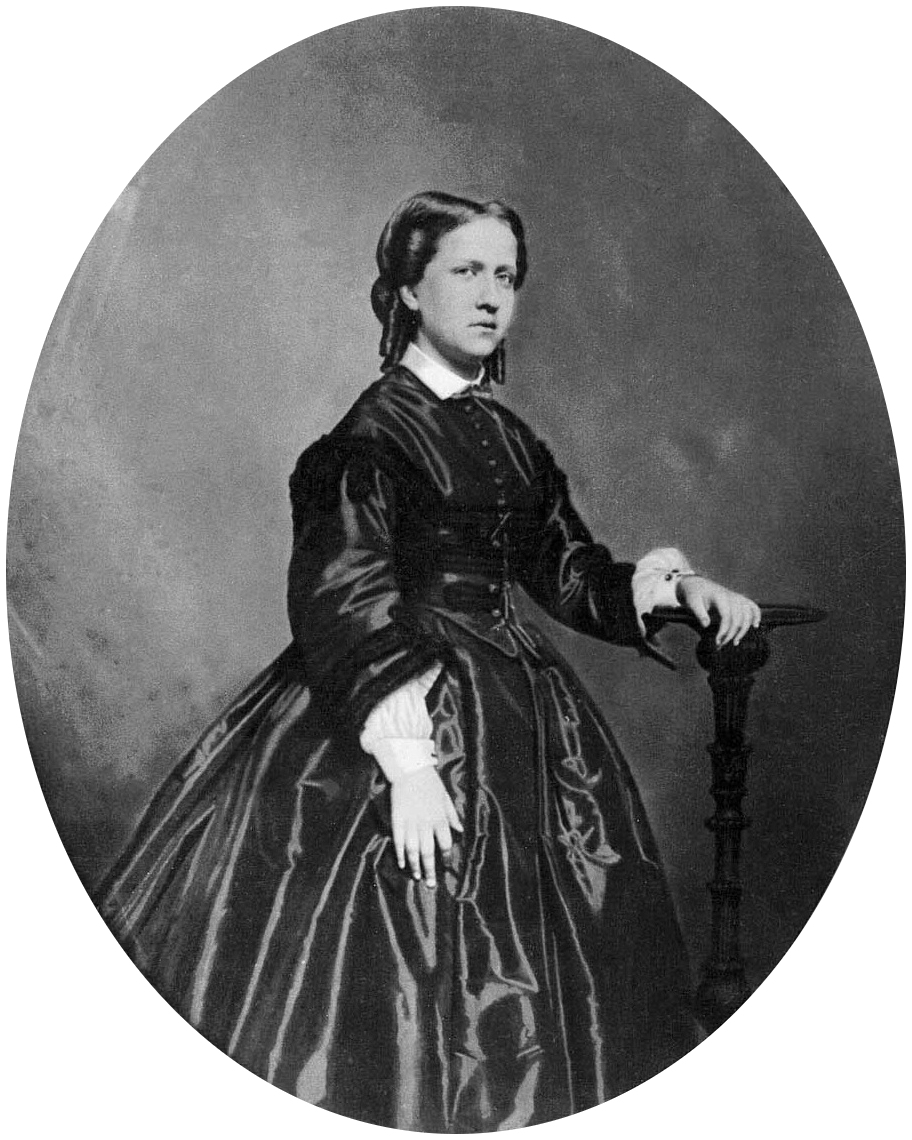
Isabella del Brasile, c. 1865

Isabella, principessa imperiale del Brasile e reggente dell'impero brasiliano in tre occasioni, fu soprannominata a Redentora ("la Redentrice") per aver abolito la schiavitù nel suo paese. Sposò Gastone d'Orléans, conte d'Eu, figlio di Luigi d'Orléans, duca di Nemours, a sua volta figlio del re Luigi Filippo di Francia.
Dal marito ebbe tre figli i principi dom Pietro d'Alcantara d'Orléans-Braganza, dom Luigi Maria Filippo d'Orléans-Braganza e dom Antônio Gastão de Orléans e Bragança.

### Disputa dinastica
Attualmente esiste una controversia circa l'attribuzione del titolo di capo della casa fra il principe Luigi d'Orléans-Braganza ed il principe Pietro Carlo d'Orléans-Braganza.

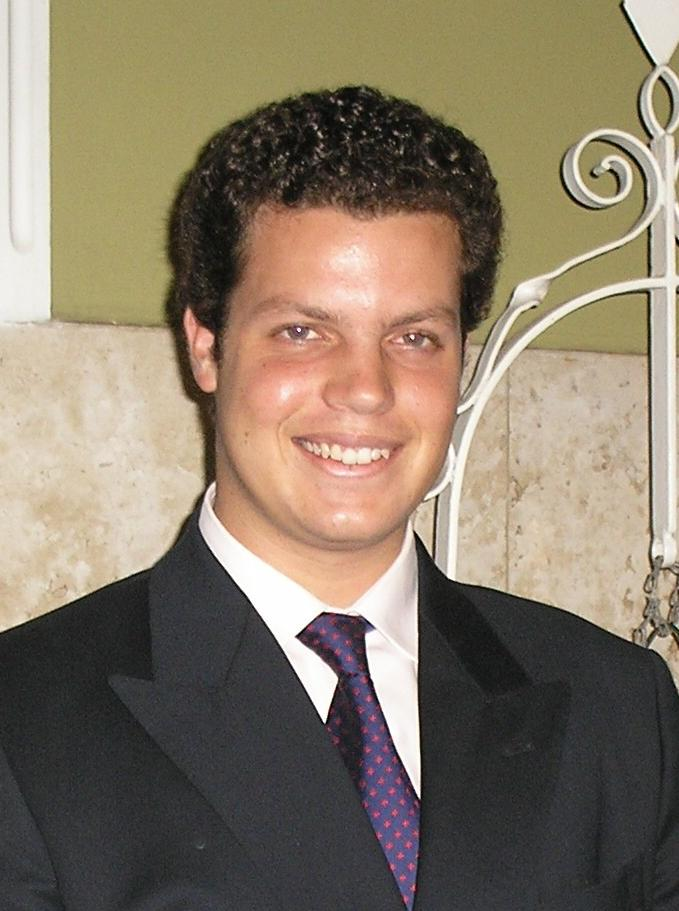
Il principe Pietro Luigi d'Orléans-Braganza nel 2006, tre anni prima del disastro aereo del volo Air France 447

Il 1º giugno 2009 il principe Pietro Luigi d'Orléans-Braganza, terzo in linea di successione al trono del Brasile, è morto prematuramente nel disastro aereo del volo Air France 447 sull'Oceano Atlantico. Il principe stava tornando in Lussemburgo da Rio de Janeiro dopo una visita alla sua famiglia.

## Genealogia
```
 
Pietro I
 (1798–1834), imperatore del Brasile (1822-1831)
= 
Maria Leopoldina d'Asburgo-Lorena

│
├─ 
Maria II
 (1819-1833), 
regina del Portogallo

│
├─ Michele (1820), 
principe del Brasile
, principe di Beira
│
├─ Giovanni Carlo (1821-1822), principe del Brasile, principe di Beira
│
├─ 
Gennara
 (1822-1901)
│
├─ Paola (1823-1833)
│
├─ 
Francesca
 (1824-1898)
│
└─ 
Pietro II
 (1825-1891), imperatore del Brasile (1831-1888)
   = 
Teresa Cristina di Borbone-Due Sicilie

   │
   ├─ 
Isabella del Brasile
 (1846-1922)
   │  = 
Gastone d'Orléans

   │  │
   │  ├─ 
Pietro d'Alcantara
 (1875-1940)
   │  │  = Elisabetta Dobrzensky de Dobrzenicz
   │  │  │
   │  │  ├─ 
Isabella
 (1911-2003)
   │  │  │  = 
Enrico d'Orléans

   │  │  │
   │  │  ├─ Pietro Gastone (1913-2007)
   │  │  │  = 
Esperanza di Borbone-Due Sicilie

   │  │  │  │
   │  │  │  ├─ Pietro Carlo (1945-viv.)
   │  │  │  │  = Rony Kuhn de Souza
   │  │  │  │  │
   │  │  │  │  └─ Pietro Giacomo (1979-viv.)
   │  │  │  │
   │  │  │  │  = Patricia Alexandra Branscombe
   │  │  │  │  │
   │  │  │  │  └─ Filippo (1982-viv.)
   │  │  │  │
   │  │  │  ├─ 
Maria da Gloria
 (1946-viv.)
   │  │  │  │  = 
Alessandro II di Iugoslavia

   │  │  │  │
   │  │  │  ├─ Alfonso Edoardo (1948-viv.)
   │  │  │  │
   │  │  │  ├─ Emanuele Alvaro (1949-viv.)
   │  │  │  │
   │  │  │  ├─ Cristina Maria (1950-viv.)
   │  │  │  │
   │  │  │  └─ Francesco Umberto (1956-viv.)
   │  │  │
   │  │  ├─ Maria Francesca  (1914-1968)
   │  │  │  = 
Duarte Nuno di Braganza

   │  │  │
   │  │  ├─ Giovanni Maria (1916-2005)
   │  │  │  = Fatima Scherifa Chirine
   │  │  │
   │  │  └─ Teresa Teodora (1919-2011)
   │  │     = Ernest Martorell y Caldero
   │  │
   │  ├─ 
Luigi Maria Filippo
 (1878-1920), 
principe imperiale del Brasile

   │  │  = Maria Pia di Borbone-Due Sicilie
   │  │  │
   │  │  ├─ Pietro Enrico (1909-1981)
   │  │  │  = Maria Elisabetta di Baviera
   │  │  │  │
   │  │  │  ├─ 
Luigi Gastone
 (1938-2022)
   │  │  │  │
   │  │  │  ├─ Eudes (1939)
   │  │  │  │  = Ana Maria de Moraes Barros
   │  │  │  │  = Mercedes Neves da Rocha
   │  │  │  │
   │  │  │  ├─ Bertrando (1941), principe imperiale del Brasile
   │  │  │  │
   │  │  │  ├─ Maria Isabella (1944)
   │  │  │  │
   │  │  │  ├─ Pietro d'Alcântara (1945)
   │  │  │  │  = Maria de Fátima Rocha
   │  │  │  │
   │  │  │  ├─ Dionigi Ferdinando (1948)
   │  │  │  │  = Maria da Graça Baere de Araújo
   │  │  │  │
   │  │  │  ├─ Antonio (1950)
   │  │  │  │  = Maria Cristina, principessa di Ligne
   │  │  │  │  │
   │  │  │  │  ├─ Pietro Luigi (1983-2009)
   │  │  │  │  │
   │  │  │  │  ├─ Amelia Maria (1984)
   │  │  │  │  │
   │  │  │  │  ├─ Raffaele Antonio (1986)
   │  │  │  │  │
   │  │  │  │  └─ Maria Ferdinanda (1989)
   │  │  │  │
   │  │  │  ├─ Eleonora (1953)
   │  │  │  │  = Michele, principe di Ligne
   │  │  │  │
   │  │  │  ├─ Francesco Maria (1955)
   │  │  │  │  = Claudia Godinho
   │  │  │  │
   │  │  │  ├─ Alberto (1957)
   │  │  │  │  = Maritza Bokel
   │  │  │  │
   │  │  │  ├─ Maria Teresa (1958)
   │  │  │  │  = Johannes de Jong
   │  │  │  │
   │  │  │  └─ Gabriella Maria (1959)
   │  │  │     = Theodoro Machado
   │  │  │
   │  │  ├─ Luigi Gastone (1911-1931)
   │  │  │
   │  │  └─ Pia Maria (1913
 
– 2000)
   │  │
   │  └─ 
Antonio Gastone
 (1881-1918)
   │
   └─ 
Leopoldina
 (1847-1871)
      = 
Luigi Augusto di Sassonia-Coburgo-Kohary

      │
      ├─ 
Pietro Augusto
 (1866-1934)
      │
      ├─ 
Augusto Leopoldo
 (1867-1922)
      │  = Carolina Maria d'Asburgo-Toscana
      │  │
      │  ├─ Augusto Clemente (1895-1908)
      │  │
      │  ├─ Clementina Maria (1897-1975)
      │  │  = Eduard von Heller
      │  │
      │  ├─ Maria Carolina (1899-1941)
      │  │
      │  ├─ 
Raineri
 (1900-1945)
      │  │  =  Johanna Károlyi de Károly-Patty
      │  │  │
      │  │  └─ Giovanni Enrico (1931-2010)
      │  │     = Gabriella von Fürstenberg
      │  │     │
      │  │     └─ Felicita (1958-viv.)
      │  │        = Sergei Trotzky
      │  │
      │  │     = Matilde di Sassonia (1936-viv.)
      │  │     │
      │  │     └─ Giovanni Enrico (1969-1987)
      │  │
      │  │  =  Edith de Kozol
      │  │
      │  ├─ Filippo (1901-?)
      │  │  = Sara Aurelia Hálasz
      │  │
      │  ├─ 
Teresa
 (1902-1990)
      │  │  = Lamoral von Taxis di Bordogna e Valnigra
      │  │
      │  ├─ Leopoldina (1905-1978)
      │  │
      │  └─ Ernesto (1907-1978)
      │     = Irmgard Röll
      │
      ├─ Giuseppe Ferdinando (1869-1888)
      │
      └─ 
Luigi Gastone
 (1870-1942)
         = 
Matilde di Baviera

         │
         ├─ Antonio (1901-1970)
         │  = Luise Mayrhofer
         │
         └─ Maria Immacolata (1904-1940)
```

```
         = Anna di Trauttmansdorff-Weinsberg
         │
         └─ Giuseppina Maria (1911-1997)
```

```
= 
Amelia Augusta di Leuchtenberg

│
└─ Maria Amelia (1831-1853)
```